# 硫酸铟
硫酸铟是铟的硫酸盐，化学式为In2(SO4)3。它是一种无机化合物，由铟、氧化铟或其碳酸盐和硫酸反应得到，制备过程中，硫酸需要过量，否则会生成难溶的碱式盐。硫酸铟可以以无水物、五水合物或九水合物的形式存在。硫酸铟可用于制备铟或其它含铟的化合物。硫酸铟可以形成酸式盐、碱式盐或复盐铟矾（indium alum）。

## 性质
在水溶液中，铟离子可以和水、硫酸根形成配合物，如InSO4·5H2O+和In(SO4)2·4H2O−。铟和硫酸根的配合物是少见的，硫酸根对其的效应可以通过拉曼光谱展示。硫酸根配合物的配位比随着温度的升高而增加，这表明硫酸根的形成的反应是吸热反应。配位比也随着溶液浓度的增加而增加。硫酸根配合物以每秒10,000,000的速率和水快速交换，因此，核磁共振不能辨别配位的铟离子和非配位的铟离子。硫酸铟溶液显酸性，0.14 mol/L的溶液的pH为1.85。当pH上升至3.4时，会生成沉淀。

### 化学反应
加热至710 K（437 °C）以上时，硫酸铟会放出三氧化硫蒸汽，生成氧化铟：
In2(SO4)3 → In2O3 + 3 SO3
将碱加入硫酸铟溶液，会生成碱式盐沉淀。如氢氧化钾加入到溶液中，生成In2O3.SO3·nH2O或KIn3(OH)6(SO4)2，生成物和pH有关。焦磷酸钠与之反应，形成粘稠的焦磷酸铟（In4(P2O7)3·3H2O）沉淀。和高碘酸钾的反应可以得到碱式高碘酸铟（2 InO5·In(OH)3·6 H2O）沉淀。和草酸的反应，生成草酸铟沉淀（In2(C2O4)3·10 H2O）；碱金属草酸盐与之反应，生成配合物MIn(C2O4)2·3 H2O（其中M=Na、K、NH4）的沉淀。

## 相关化合物

### 酸式盐
铟可以形成酸式盐HIn(SO4)2·4H2O，可以结晶为正交晶系的晶体，晶胞参数a=9.997 Å，b=5477 Å，c=18.44 Å。其密度为2.50 cm−3。HIn(SO4)2可以通过蒸发硫酸铟的40%硫酸溶液得到，或者冷却硫酸铟的60%硫酸溶液得到。

### 碱式盐
向硫酸铟溶液中加入水或乙醇，可以生成碱式盐，晶体在数周后生成。InOHSO4·(H2O)2属单斜晶系，晶胞参数为a=6.06 Å，b=7.89 Å，c=12.66 Å，β=107.5°，晶胞体积为577.6 Å3。另一种碱式盐InOHSO4为三方晶系，于160 °C加热硫酸铟的溶液，或在密封管内放置一星期得到。

### 硫酸铟(I)
一价的硫酸铟(I)（In2SO4）可以通过固相加热铟和硫酸铟(III)的混合物得到，溶于水或硫酸时，In+与其反应，放出氢气。混合价态硫酸盐InIInIII(SO4)2也能通过加热铟和硫酸铟(III)得到。